# Bergbau in der Demokratischen Republik Kongo

Übersichtskarte mit den wesentlichen Bergbauzentren in der Demokratischen Republik Kongo

Der Bergbau in der Demokratischen Republik Kongo ist ein wichtiger und vorwiegend auf den Export ausgerichteter Wirtschaftszweig des Landes. Das zentralafrikanische Land verfügt über Lagerstätten international stark nachgefragter Industrierohstoffe. Manche der mineralischen Bodenschätze waren mit zahlreichen bewaffneten Auseinandersetzungen auf dem Gebiet der Demokratischen Republik Kongo (DRK) und ihrer staatlichen Vorgängerstrukturen seit der Kolonialzeit des Landes verbunden.
Die DRK gehört zu den an mineralischen Bodenschätzen reichsten Staaten auf dem afrikanischen Kontinent. Darunter befinden sich Erze, aus denen strategisch bedeutsame Metalle, wie Cobalt, Kupfer, Niob und Tantal, gewonnen werden. Der Bergbau ist die ertragreichste Basis der kongolesischen Nationalökonomie, demzufolge haben sich wesentliche Infrastrukturen danach ausgerichtet, wie die Hauptverkehrsachsen, die industriell-urbanen Zentren mit Unternehmen eines vielfältig entwickelten verarbeitenden Sektors sowie die Stromerzeugung mit den dazugehörenden Netzen. Innerhalb dieser volkswirtschaftlichen Komplexität wurden im Bergbausektor und in seinem sozio-ökonomischen Umfeld eine große Zahl von Erwerbsmöglichkeiten geschaffen. Als damit verbundener Nachteil hat sich inländisch eine sehr inhomogene Verteilung von Arbeitsplätzen und Einkommensverhältnissen verfestigt. Weil der Bergbau überwiegend Exportprodukte erzeugt, besteht für das Land eine hohe Abhängigkeit vom Weltmarkt mit seinen Chancen und Risiken.

## Öffentliche und privatrechtliche Aspekte
Das in Kinshasa-Gombe ansässige Bergbauministerium (Ministère des Mines) ist für die fiskalische Verwaltung der Rohstoffvorkommen, die Produktion, die Vermarktung und den Export von Bergbauprodukten aus der Demokratischen Republik Kongo politisch und administrativ verantwortlich. Zudem obliegen ihm Aufgaben im Umweltschutz und der sozialen Entwicklung im Montansektor. Dem Ministerium unterstehen weitere Fachbehörden:
- Centre d’Expertise, d’Evaluation et de Certification des substances minérales précieuses et semi-précieuses (CEEC), nationale Zertifizierungsagentur. Sie kontrolliert die Menge und Qualität und bestimmt den Wert der für den Export bestimmten Materialchargen.
- Service Géologique National du Congo (SGN-C), der Geologische Dienst des Landes
- Service d’assistance et d’encadrement des mines artisanales et à petite échelle (SAEMAPE), deutsch etwa: Hilfs- und Betreuungsdienst für handwerkliche und Kleinbergbaubetriebe
- Cadastre Minier RDC (CAMI), Aufsichtsbehörde für die Verwaltung des Bergwerksgeländes, der bergbaurechtlichen Genehmigungen und der Steinbrüche, ferner Beurkundungen sowie Technik- und Umweltprüfungen, etwa: Oberbergamt
- Cellule Technique de Coordination et de Planification Minière (CTCPM), etwa eine nationale Rohstoffagentur mit Koordinations- und Informationsaufgaben.

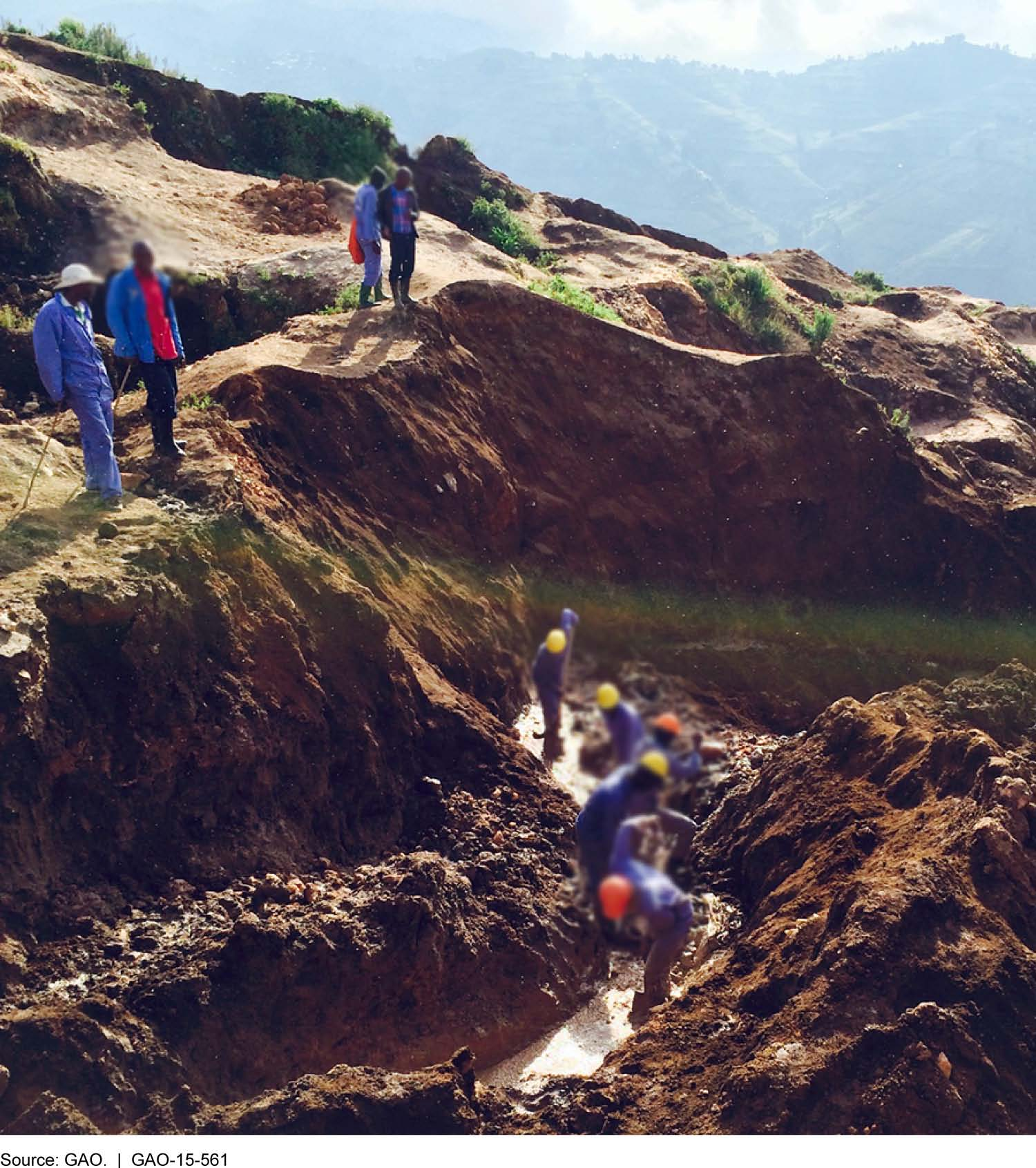
Artisanaler Bergbau

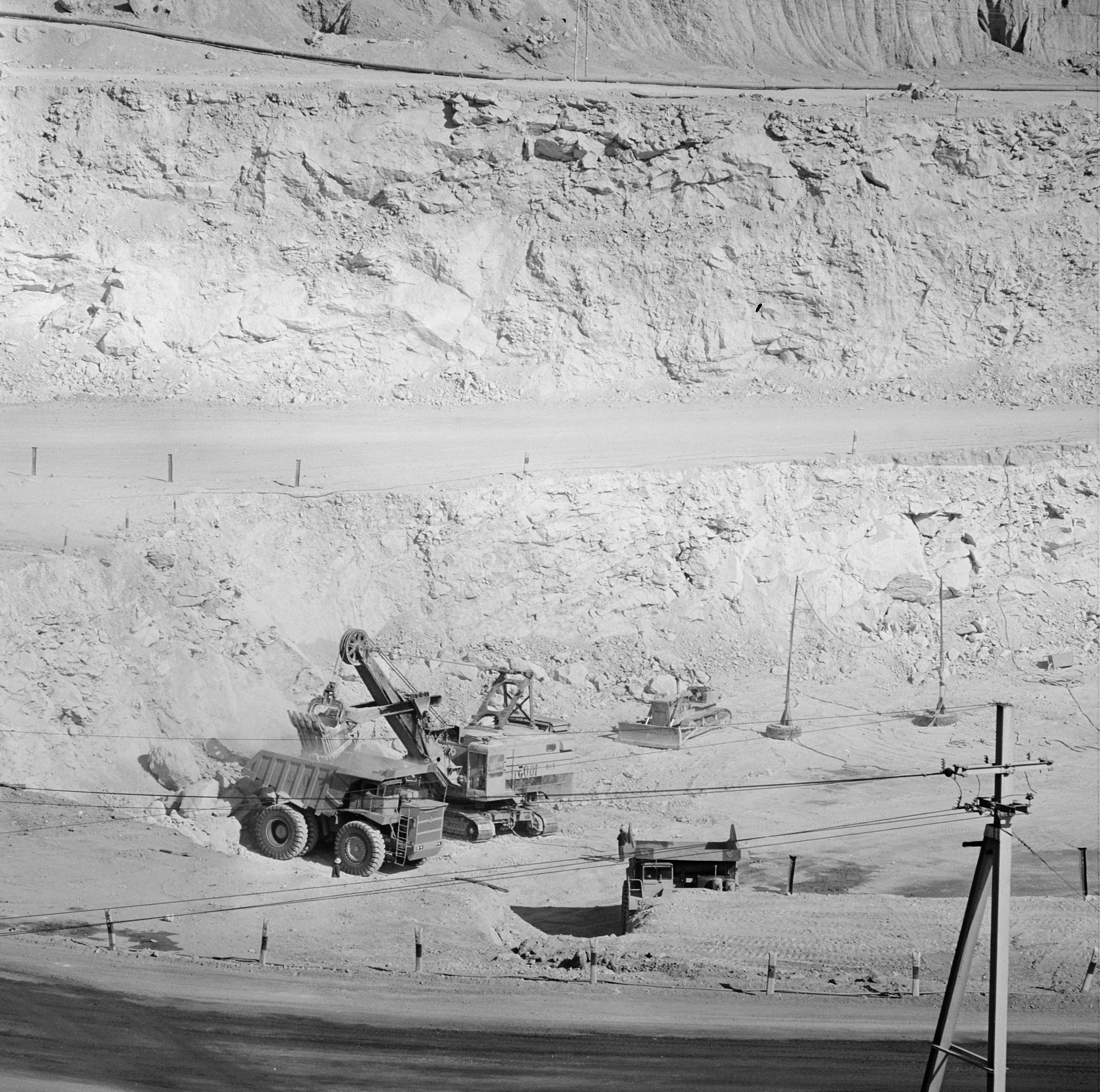
Industrieller Bergbau (1973)

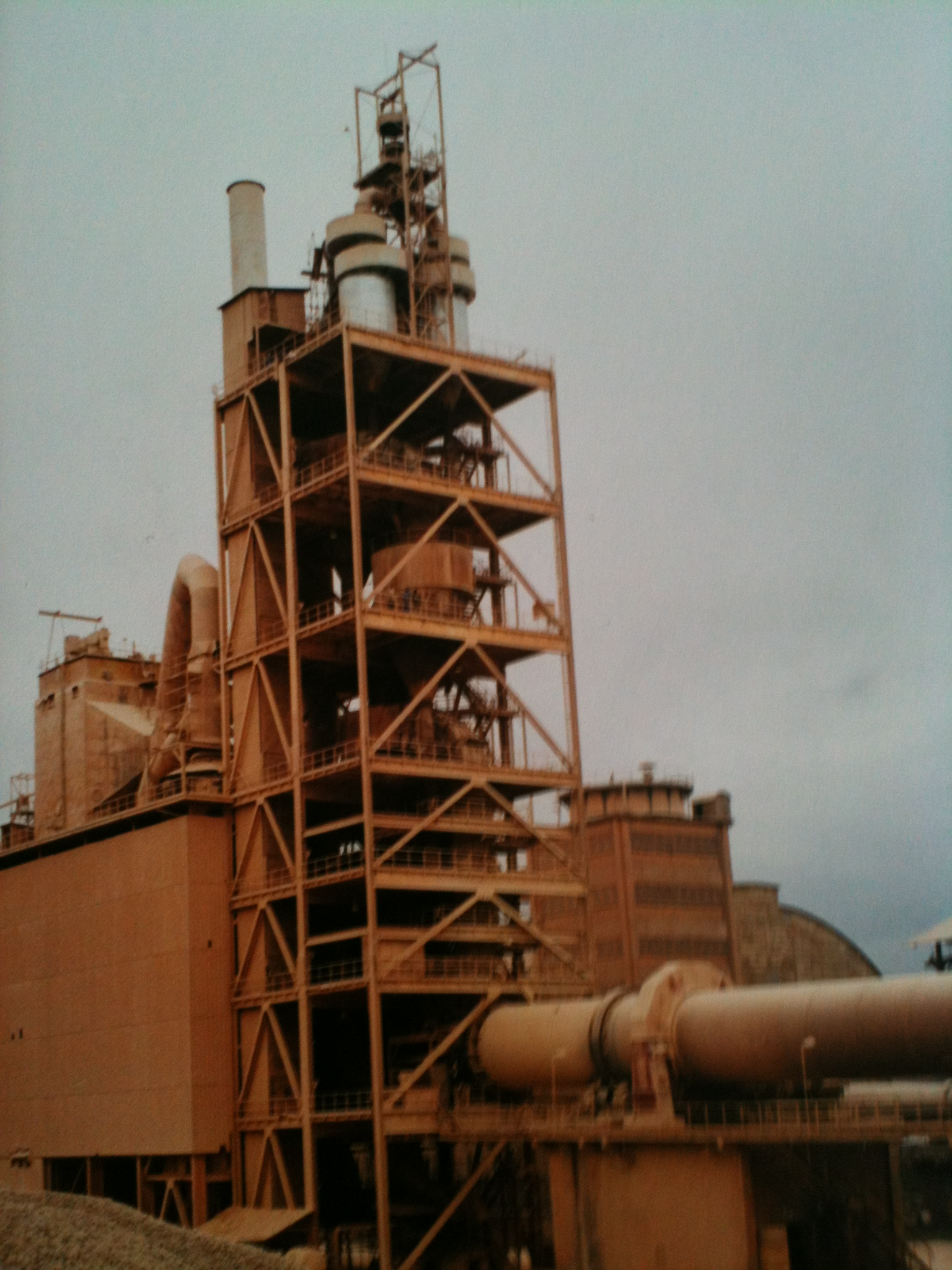
Hüttenindustrie in Lubumbashi

Im Bergbausektor wirkt sich die staatliche Aufsicht als ungenügend aus. Insbesondere sind die Bergbauaktivitäten im Osten der DRK davon betroffen, die teilweise als Kleinbergbau von Einheimischen in individueller Verantwortung betrieben werden und auch anderer Bergwerke, die ihre Erzeugnisse während Bürgerkriegen insbesondere in das benachbarte Ruanda absetzten.
Die Demokratische Republik Kongo hat seit 2018 ein neues Berggesetz (französisch Code minier; englisch Mining Code, MC). Mit dem Gesetz n°18/001 vom 9. März 2018, im Journal Officiel de la RDC vom 28. März 2018 (ergänzt durch das Arrêté interministériel [...] du 17 septembre 2021 portant règlementation de la commercialisation et de l’exportation ainsi que nomenclature des produits miniers marchands) veröffentlicht, wurde der Wirtschaftssektor neu geregelt. Entsprechende Durchführungsbestimmungen müssen spätestens mit der Frist von 90 Tagen nach der Veröffentlichung von Gesetzen in Kraft treten.
Das Gesetz limitiert die handwerklichen Bergbauaktivitäten auf Erwachsene mit kongolesischer Staatsangehörigkeit, Mitglieder einer Genossenschaft sowie Inhaber einer Lizenz für diese Erwerbstätigkeit. Sie dürfen nur in einem dazu ausgewiesenen Gebiet ausgeübt werden. Das Gesetz definiert sie als Gebiete, in denen ein industrieller oder halbindustrieller Abbau nicht möglich ist. Das Gesetz verbietet ausdrücklich die Arbeit von Kindern und schwangeren Frauen. Es gibt jedoch keinen weiteren Schutz für diese Schürfarbeiten. Da der Sektor stark von informellen Arbeitsstrukturen geprägt ist, kann nur geschätzt werden, wonach in der Demokratischen Republik Kongo etwa zwei Millionen Menschen als artisanale (handwerkliche) Bergleute ihren Lebensunterhalt damit verdienen.
Neben den großen industriell geprägten Bergbauzentren im kongolesischen Copperbelt bildet der Sektor des artisanalen Bergbaus in anderen Regionen einen beträchtlichen, wenn auch im Umfang nur schwer zu schätzenden Beschäftigungseffekt mit stark differenzierten und risikobehafteten Arbeits- und Einkommensverhältnissen. Davon sind überwiegend die Rohstoffe Diamanten, Gold, Kupfer/Cobalt und Zinn/Coltan betroffen. Beispielsweise wurden für 2016 im Diamantenbergbau über 450.000 Bergleute angenommen. Im Cobaltbergbau waren es demnach 100.000 Personen. Im Jahr 2018 zählte man in der Provinz Ituri für den Goldbergbau 150.000 tätige Personen. Ende 2019 waren nach Angaben der von der ITRI Tin Supply Chain Initiative (iTSCI) erfassten Bergbaustandorte etwa 45.900 Personen mit dem Abbau von Niob-, Tantal-, Zinn- und Wolframerzen beschäftigt.
Im Jahr 2011 begannen die Regierung der damaligen Katanga-Provinz (seit 2015 aufgeteilt in Haut-Katanga, Haut-Lomami, Lualaba und Tanganyika) und das International Tin Research Institute (ITRI) das iTsCi-Programm (ITRI Tin Supply Chain Initiative). Dessen Ziel besteht in einem Mechanismus zur Rückverfolgbarkeit von im Inland produziertem Tantal, Zinn und Wolfram. Unter Bezugnahme auf den Dodd-Frank Act (Titel Fünfzehn, Section 1502) sollen damit Sorgfaltsrichtlinien der OECD erfüllt werden, wonach aus dem Handel mit Konfliktmineralen keine bewaffneten Auseinandersetzungen in der DRK und in den Nachbarländern finanziert werden dürfen.
Mehrere Hundert Bergbauinitiativen haben sich der Zertifizierung nach diesem Programm angeschlossen. Neben der angestrebten Konfliktvermeidung hat sich das Programm auch in anderer Hinsicht als vorteilhaft erwiesen. Es kommt zu höheren Steuereinnahmen und Investitionen in die Infrastruktur. Zudem verbesserten sich die Gesundheitsversorgung und Sicherheit der Arbeiter.
Ferner gibt es ein privates Musée Géologique de Bukavu. Ein Musée Géologique National in Kinshasa ist vom Geologischen Dienst geplant.

## Geopolitische Aspekte des Bergbaus

### Transportkorridore
Die wirtschaftliche Nutzung der Bodenschätze in der Demokratischen Republik Kongo ist stark von der Anbindung an leistungsfähige internationale Verkehrsverbindungen abhängig. In Anbetracht der flächenmäßigen Ausdehnung des Staates und der Verteilung der Bodenschätze haben sich entsprechende Verkehrswege nur in sehr wenigen Landesteilen zu leistungsfähigen Verkehrsadern entwickelt. Zu den Ozeanen, die einen weltweiten Export ermöglichen, hat die Demokratische Republik Kongo lediglich am Atlantik im Westen des Landes einen direkten Zugang. Fast alle Vorkommen von ökonomisch bedeutsamen Bodenschätzen befinden sich dagegen im Osten, Südosten und Süden des Landes.
Die zum Abtransport der Bergbauprodukte erforderlichen Verkehrswege sind das Straßen- und Schienensystem. In Hinblick auf den Export inländischer Güter hat die Demokratische Republik Kongo eine unvorteilhafte geographische Lage, weil die Abnehmer in großer Entfernung von den Bergbauregionen, überwiegend überseeisch liegen. Daher waren seit Beginn des europäischen Bergbaus im Land hohe Investitionen in das Verkehrsproblem erforderlich. Die älteste Strecke ist die seit 1910 betriebene und 3710 Kilometer lange Eisenbahnverbindung von Lubumbashi nach Kapstadt (Südafrika). Später eröffnete sich über die Bahnstrecke Beira–Bulawayo ein Abzweig zum Hafen in Beira am Indischen Ozean in der damaligen portugiesischen Kolonie Mosambik. Dieser Verkehrsweg verkürzte den Transportweg zu einem Hafen auf 2601 Kilometer, der sich jedoch durch anfallende Frachtgebühren als unvorteilhaft erwies. Im Jahre 1918 eröffnete sich ein neuer 2794 Kilometer langer Schienenweg zum Hafen Daressalam im damaligen britischen Mandatsgebiet Tanganjika (heute Tansania), der mit logistischen Komplikationen durch eine notwendige binnenländische Verschiffung (Häfen von Kalemie und Kigoma am Tanganjikasee) verbunden war. Im selben Jahr ging die Matadi-Kinshasa-Bahn in Betrieb, die im Unterlauf des Kongo operiert und Schiffsladungen aus dem Norden von dort isoliert liegenden Eisenbahn-Teilstrecken aufnehmen kann. Die wichtigste inländische und bis heute nicht durchgängig verlaufende Strecke wurde 1928 als 2785 Kilometer lange Verbindung zwischen der Bergbauregion des Copperbelt in Richtung Westen (Ilebo–Kinshasa–Matadi) mit einem kongolesischen Atlantikhafen dem Fahrbetrieb übergeben. Eine seit 1931 über Angola führende Strecke, die Benguelabahn, bildet mit 2107 Kilometern die kürzeste Verbindung zu einem Exporthafen. Sie ist allerdings durch Bürgerkriegseinwirkungen länger unbenutzbar geblieben.

### Rohstoffe als Konfliktpotenzial
Der künftige wirtschaftliche Verlauf des Bergbaus, insbesondere auf Gold, Niob, Tantal, Wolfram und Zinn steht im engen Zusammenhang mit der politischen Stabilität des Landes und der Verbesserung der unsicheren Verhältnisse im Osten der Demokratischen Republik Kongo. Ein weiterer Faktor sind die internationalen Bedenken hinsichtlich der mutmaßlichen Verwendung von Bodenschätzen zur Finanzierung militärischer Aktivitäten.

„Ungeachtet dessen, wie sehr die globale Revolution der Technologiebranche im 21. Jahrhundert von der Beschaffung von Rohstoffen aus der Demokratischen Republik Kongo abhängt, ist es eine globale Demütigung und Schande, dass die Welt angesichts des beispiellosen Mangels an Transparenz in der Lieferkette der kritischen Mineralstoffe aus der Demokratischen Republik Kongo, die für eine erfolgreiche grüne Energiewende benötigt werden, still bleibt. Der anhaltende bewaffnete Konflikt in der Demokratischen Republik Kongo hat mehr als 10 Millionen Menschen das Leben gekostet und ist damit der tödlichste Krieg seit  dem Zweiten Weltkrieg.“

Der handwerkliche und Kleinbergbau im Osten der Demokratischen Republik Kongo kann einen Beitrag zu Stabilität und Frieden sowie zum Lebensunterhalt in dieser unterentwickelten Region leisten, wenn die informellen Wirtschaftsstrukturen nach den kongolesischen Bergbauvorschriften verlaufen würden. Der Abbau und der Abtransport der Bergbauprodukte ist jedoch mit kriminellen Aktivitäten und vernetzter Korruption verknüpft. Viele der dort tätigen Unternehmen agieren in undurchsichtigen Netzwerken, an denen Mitarbeiter von Zoll- und Verwaltungsbehörden sowie Militärposten beteiligt sind. Gold und andere mineralische Ressourcen werden über die östliche Grenze in die Nachbarländer geschmuggelt und von dort an internationale Abnehmer geliefert. Eingebettet in diese ökonomischen Verhältnisse vollzog sich eine langjährige Militarisierung des Bergbaus und die offiziellen Anforderungen an die Entschädigung lokaler Gemeinschaften werden systematisch unterlaufen. Inzwischen haben in den östlichen Provinzen Haut-Uele, Ituri, Maniema, Tanganyika, Tshopo sowie Nord-Kivu und Sud-Kivu chinesische Firmen weite Teile des Abbaus von Gold, Kassiterit und Niob-Tantal-Erze („Coltan“), der ersten Erzaufarbeitung und des Abtransports unter ihre Kontrolle gebracht.
Im Verlaufe des von USAID initiierten und zwischen 2021 und 2023 gelaufenen Programms Integrated Land and Resource Governance (ILRG) sammelte International Peace Information Service (IPIS) Informationen über 829 aktive Bergbaustätten im Ostkongo, wo insgesamt etwa 132.320 Bergleute ermittelt wurden. Unter den handwerklich abgebauten mineralischen Rohstoffen stand Gold an erster Stelle, hier waren 85 Prozent der Bergleute tätig. Des Weiteren stehen die 3T-Mineralrohstoffe im Fokus des Bergbaus. Die Abkürzung „3T“ steht in Englisch für tin (Zinnerz), tantalum („Coltan“) und tungsten (Wolframerz).
Im Jahr 2023 hatte sich die Konfliktsituation erneut zugespitzt, wobei sich die Kämpfe zwischen Regierungstruppen und Einheiten der militanten M23 zusammen mit anderen Rebellengruppen verschärften. Die Zahl von Vergewaltigungen stieg sprunghaft an. Refugees International versuchte über Webinare den Frauenrechtsorganisationen in der Demokratischen Republik Kongo wirkungsvolle Unterstützung zu geben.

### Energieversorgung für den Bergbau
Die Energieversorgung des Landes gehört durch ihren technischen Ausbaustand, ungenügende Erzeugerkapazitäten und ein anfälliges Übertragungsnetz, zu den hohen wirtschaftlichen Risikopotenzialen. Viele Bergbauunternehmen des Landes haben daher eigene lokale Wasserkraftwerke errichtet. In den frühen Jahren des Bergbaus zu Beginn des 20. Jahrhunderts hatten die Bergbau- und Hüttenbetriebe bereits eigene thermische Kraftwerke, die auf dem Schienenweg mit Steinkohle aus den Gruben von Wankie im damaligen Südrhodesien versorgt wurden. Dieser Nachteil ist durch die Errichtung kleiner und großer inländischer Wasserkraftwerke beseitigt worden.

## Bodenschätze

### Schmucksteine

#### Beryll
Eine Beryllgewinnung erfolgte über mehrere Jahrzehnte nur im artisanalen Bergbau.

#### Diamanten
Die Diamantenvorkommen in der Demokratischen Republik Kongo erstrecken sich im Einzugsgebiet des Kasai und seiner Nebenflüsse. Die bekannten Lagerstätten treten in zwei Gebieten auf, das westliche im Umfeld von Tshikapa und das östliche oder Lubilash-Gebiet in der Umgebung von Mbuji-Mayi (früher Bakwanga). Die Société Minière de Bakwanga (MIBA) hatte nach der Entdeckung dieser Diamantenvorkommen im Jahre 1912 mit dem organisierten Bergbau begonnen. Die natürlichen Vorkommen sind sekundäre Lagerstätten, in denen die Diamanten in neogenen bis quartären Ablagerungen von Sanden und Schottern verteilt sind. Deren Schichten überlagern horizontale Karoo-Sedimente, die aus Sandstein und Schiefer aufgebaut sind, und sind stellenweise mit ihnen verzahnt. In manchen Talregionen sind Grundgebirgseinheiten unter den Karoo-Einheiten aufgeschlossen.
Im westlichen Diamantengebiet werden in den Tälern des Kasai und den Nebenflüssen Tshikapa, Longatshimo, Tshiumbo, Luemba und Luebo die Edelsteine gefunden. Die höffigen Schichten sind Karoo-Konglomerate und jüngere Schotter und Sande, die sich in Richtung Süden auf dem Gebiet von Angola fortsetzen. Das östliche Diamantengebiet erstreckt sich bei der Stadt Mbuji-Mayi in den Einzugsgebieten der Flüsse Bushimaie, Lubi und Luilu, in den Flussbetten und deren Überschwemmungsgebieten. Es treten hier Kimberlit-Brekzien auf, die in fünf linsenförmigen Körpern von Karoo-Gesteinen und in großen Hohlräumen in dolomitischen Kalksteinen auf einer West-Ost-Strecke von drei Kilometern auftreten. Diese Brekzien enthalten zudem xenolithische Sandstein- und Granitklasten. Neben den Diamanten treten Minerale wie Ilmenit und Granat auf. Die Kimberlitrelikte erwecken den Eindruck, dass sie Intrusionen in Form von Dykes und Schlote sind, wie sie im Südlichen Afrika verbreitet vorkommen. Ihre Herkunft und Entstehung wird jedoch diskutiert.
Den größten Teil der nationalen Diamantengewinnung erbrachten um 2019 handwerkliche und Kleinschürfer. Im Jahr 2018 betrug diese kleinmaßstäbliche Diamantenproduktion 11,9 und 2019 lediglich etwa 9,5 Millionen Karat. Das Unternehmen SACIM förderte in der Tshibwe-Mine in der Provinz Kasaï-Oriental Diamanten, deren Menge sich in 2019 auf 3,98 Millionen Karat belief. Bei Mbuji-Mayi in derselben Provinz förderte das Unternehmen MIBA im Jahr 2019 19.683 Karat, teilweise nur in der Qualität für Industriezwecke.
Das mehrheitlich (80 %, Aktiengesellschaft) staatliche Bergbauunternehmen MIBA, 1961 neu gegründet, operierte seit längerer Zeit in einer schwierigen gesamtstaatlichen Situation. Das kongolesische Bergbauministerium veranlasste schließlich 2023 Sanierungsmaßnahmen; die Geschäftsleitung und der Vorstand wurden von ihren Aufgaben entbunden.

### Energierohstoffe

#### Erdgas
Im Ostteil des Landes, im Grenzgebiet zu Burundi, Ruanda und Uganda, sind große Vorkommen von Erdgas und Erdöl erkundet worden. Diese im Bereich der großen Seen des Grabenbruchs auftretenden Vorkommen zählen nach denen von Angola zu den zweitgrößten in Zentral- und im Südlichen Afrika. Im Wasser des Kivusee wurde entdeckt, dass darin Methan enthalten ist. Dieses Phänomen wird bereits an der Küstenlinie von Ruanda für ein Kraftwerk genutzt. Die Gasvorräte liegen in Tiefenschichten des Sees.

#### Erdöl
Im Küstengebiet der Demokratischen Republik Kongo am Atlantik gibt es Erdöllagerstätten, die offshore gefördert werden.

#### Kohle
Steinkohle kommt in der Demokratischen Republik Kongo an mehreren Stellen vor. Sie ist ein Teil des regionalen Äquivalents der Ecca-Serien (Perm) der Karoo-Supergruppe. Ihr hoher Aschengehalt und die deswegen unmögliche Verkokungsfähigkeit haben zur Einschätzung Anlass gegeben, dass sie für den  Kupferbergbau eine unwirtschaftliche Rohstoffressource ist. Das hat dazu geführt, dass die Union Minière du Haut Katanga für den Bedarf ihrer Kraftwerke benötigte Kohle bis 1973 von den Tagebaugruben bei Wankie (heute Hwange) mit Eisenbahntransporten aus dem damaligen Südrhodesien beschaffte. Wirtschaftlichkeitsüberlegungen führten schrittweise zum Aufbau von Elektroenergiekapazitäten mittels Wasserkraftwerken. In den 1960er Jahren begann doch eine Nutzung einer Kohlelagerstätte für den Bedarf der inländischen Zementindustrie. Das dafür in Anspruch genommene Luena-Kohlefeld wurde 1914 im Zuge des Eisenbahnbaus entdeckt, wobei oberflächennahe Flöze zutage traten. In der Folge entstanden hier Tagebauanlagen. Im Jahre 1973 wurden dem staatlichen Bergbauunternehmen Gécamines das Konzessionsgebiet bei Bukama der vormaligen Société des Charbonnages de la Luena übertragen.
Ein anderes Steinkohlevorkommen, das Lukuga-Kohlefeld, entdeckte man 1911 unweit von Albertville (heute Kalemie) am Tanganjikasee. Der Abbau war zwischen 1934 und 1952 unterbrochen. Das Zentrum der Kohlegewinnung liegt hier in der Umgebung von Greinerville. Weil die Kohleflöze hier etwa 100 m unter der Erdoberfläche liegen, ist ihre Nutzung nur im Tiefbau möglich.

#### Uran
Die Uranvererzung im Bereich des späteren Bergwerks bei dem Ort Shinkolobwe (am Dorf Mukumbi) wurde 1915 entdeckt.
Kommerziellen Uranbergbau gab es nur für einen kurzen Zeitabschnitt im 20. Jahrhundert. Die Shinkolobwe-Mine südwestlich von Likasi wurde 1934 eröffnet und wenige Jahre später zunächst wieder geschlossen.
Im Jahr 1937 schloss Union Minière du Haut Katanga (UMHK) das Bergwerk (Tagebau), weil prognostizierte Abnahmemengen für 30 Jahre im Voraus an Uran (und Radium) eingelagert worden waren. Diese Lagerbestände wurden während des Zweiten Weltkrieges von den Vereinigten Staaten aufgekauft und für das Manhattan-Projekt verwendet. Im Jahr 1944 unternahm UMHK erneute Schritte zur Wiedereröffnung der Shinkolobwe-Mine, da sich in der Lagerstätte Sulfiderze von Cobalt, Kupfer und Nickel sowie Molybdänit, Pyrit, Gold und Platingruppenmetalle befinden. Der Anteil an Uranerzen nimmt mit der Tiefe rasch ab. Erneute Erzlieferungen begannen erst Ende 1945.
Die UMHK förderte bis 1960 etwa 40.000 Tonnen Uran Shinkolobwe-Mine. Als die Kolonie Belgisch-Kongo 1960 in die Unabhängigkeit ging, sicherten belgische Fachkräfte die Shinkolobwe-Mine, indem sie die Schächte mit Beton verfüllten. Seitdem gilt die Mine als offiziell geschlossen und die kommerzielle Produktion als beendet.
Als 1997 die Wachmannschaften von dem Bergwerk abgezogen wurden, brachen illegale Bergleute die Betonverwahrungen auf. Im Folgejahr siedelten sich in der Umgebung zunehmend artisanale Bergleute an. Zwischen 2000 und 2004 nahm der illegale Bergbau stark zu, dessen Ziel die Erzvorkommen von Cobalt-, Kupfer- und Uran waren. Die Regierung des Landes duldete diese Aktivitäten sowie damit verbundene Risiken und veranlasste keine Maßnahmen zur Unterbindung des Abbaus und Abtransports der auf diese Weise gewonnenen Rohstoffe.

### Metallrohstoffe

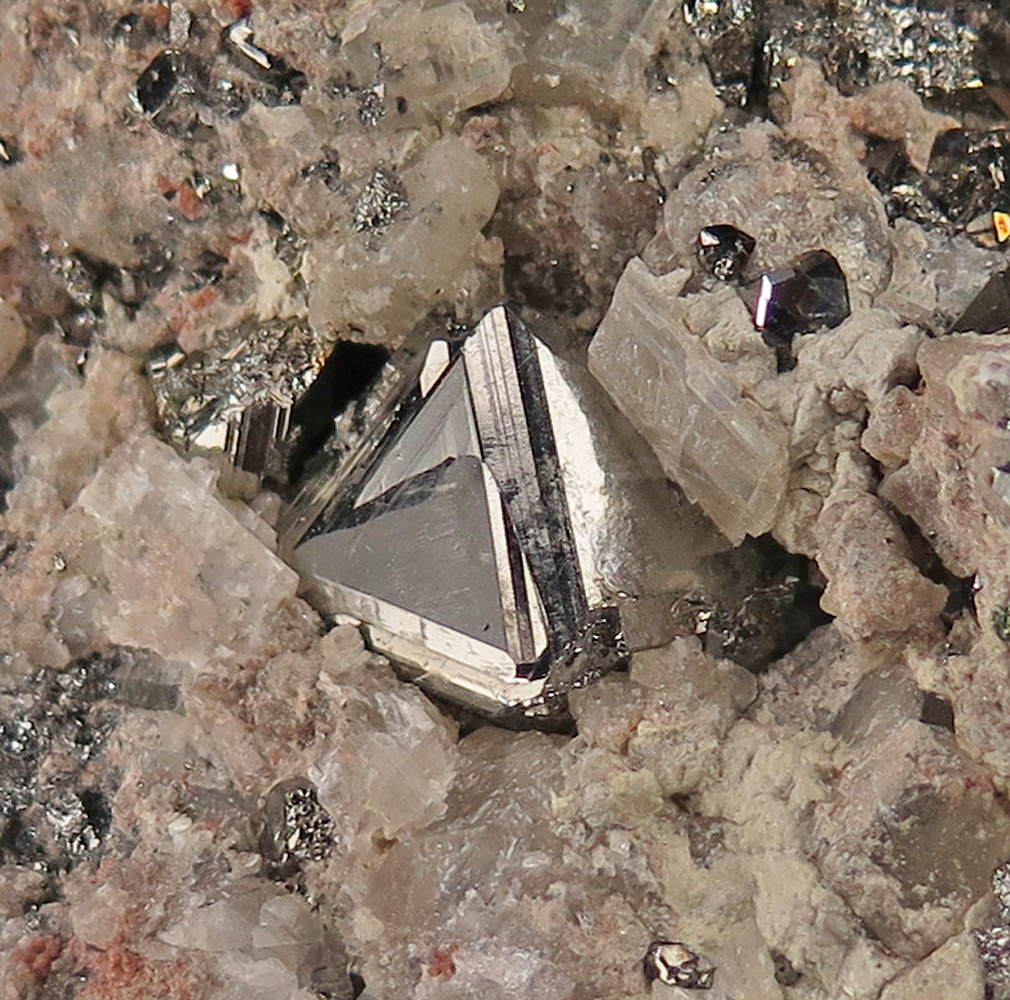
Carrollit von der Kamoya South II Mine, in Kamoya, Distrikt Kambove, Provinz Haut-Katanga

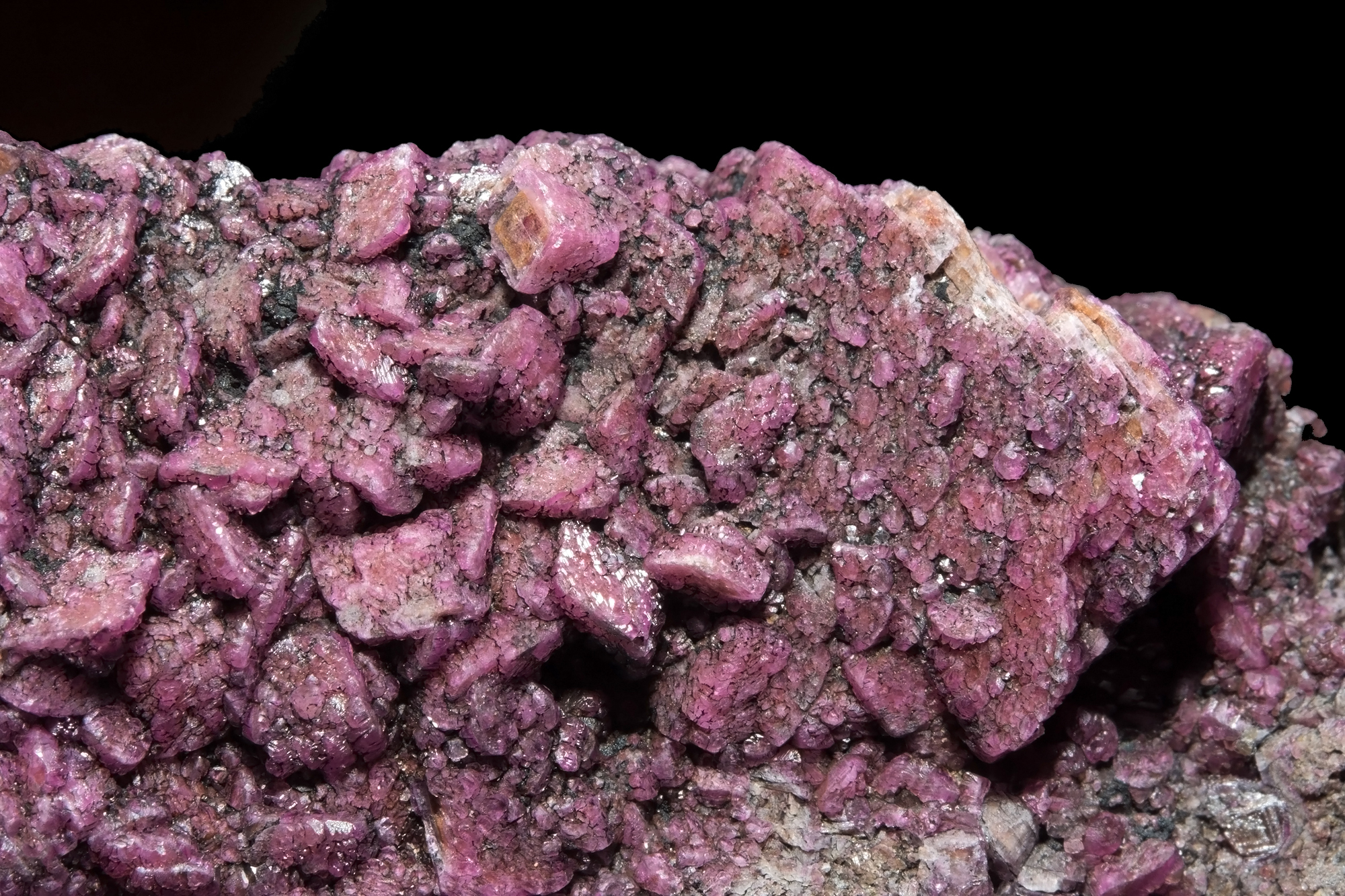
Cobalterz von der Mashamba West Mine, Kolwezi-Distrikt

#### Cadmium
Cadmium fällt bei der Verarbeitung von Zinkerzen an. Eine wichtige Quelle waren die Erzkonzentrate aus einem Bergwerk (Prince Leopold Mine) in Kipushi, dessen Ausbringen in der Schmelzanlage von Lubumbashi weiterverarbeitet und dabei aus den Flugstäuben des Hüttenprozesses entsprechende Zinkkonzentrate extrahiert wurden.

#### Cobalt
Cobalt ist nach Kupfer das wichtigste Produkt des Erzbergbaus im kongolesischen Copperbelt und versorgt seit 1924 den Weltmarkt in den vordersten Positionen. Seine Ressourcen sind hauptsächlich an die Mineralgehalte von Linneit und Carrollit in höffigen lagenförmigen Zonen der Lagerstätte gebunden. Schwerpunkte der Gewinnung von Cobalt-Rohkonzentraten waren in den 1960er Jahren Bergwerke im westlichen Teil des Copperbelt, bei den Lokalitäten Kamoto, Kolwezi, Musonoï und Ruwe.
Ein großer Teil des in der DRK gewonnenen Cobalts wird nach China exportiert, dem weltweit größten Produzenten von raffiniertem Cobalt, das dieses Metall zu 80 Prozent (Stand 2020) in der chinesischen Industrie für die Herstellung wiederaufladbarer Batterien verbraucht. Das als Nebenprodukt im Kupferbergbau gewonnene Cobalt verlässt die Demokratische Republik Kongo als Exportgut lediglich in Gestalt von Zwischenprodukten. Eine Raffination findet hier kaum statt.

#### Eisen
Eisenerze treten im Zusammenhang mit den Kupfererzen im kongolesischen Copperbelt nahe der Grenze zu Sambia auf. Weitere Lagerstätten, wo das Eisenerz als Itabirit vorhanden ist, liegen im äußersten Nordosten des Landes in der Kilo-Moto-Region sowie in der Kasaï-Region. Es gibt noch andere Vorkommen, die jedoch aufgrund des gering entwickelten Verkehrswegenetzes bergbaulich nicht genutzt werden.

#### Gold

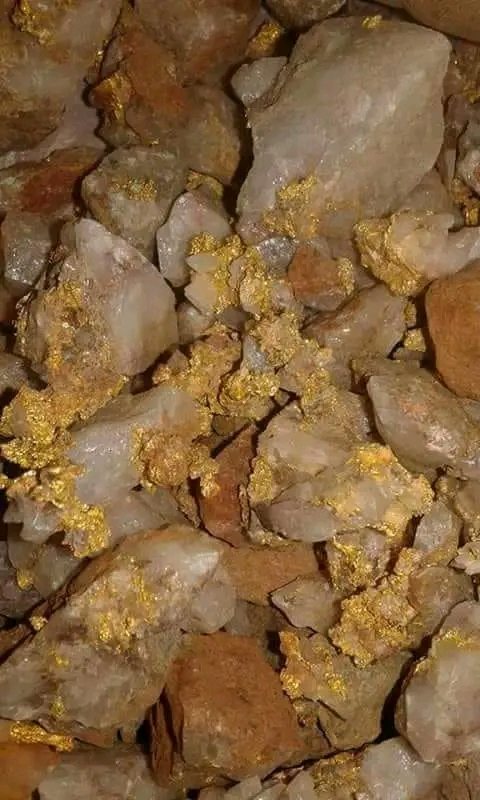
Rohgold in einem Quarzvorkommen

Im nordostkongolesischen Gebiet von Kilo-Moto begann der Goldbergbau im Jahre 1905. Hierbei wurde mit Tagebaumethoden in Schwemmlandböden und oberflächennahen Verwitterungshorizonten nach dem Edelmetall gesucht. Im Zeitraum zwischen 1945 und 1950 ging man zum Untertagebau über. Nach vorhandenen ehemaligen Arbeitersiedlungen wird von 45.000 Schürfern im Jahr 1941 ausgegangen. Die gering dimensionierten Förderzentren lagen um 1950 bei Mongbwalu und Moto im Regenwald und der Savanne. Es gab kleinere Hüttenbetriebe in Kanga bei Mongbwalu und in Durba nördlich von Watsa. Bürgerkriegseinwirkungen und Unrentabilität haben im 20. Jahrhundert mehrfach die Bergbauaktivitäten unterbrochen. Natürliche klimatische Voraussetzungen und siedlungsgeographische Gegebenheiten trugen dazu bei, dass sich hier kein größeres industrielles Zentrum der Goldgewinnung entwickelt hat. Kleinstädte wie Mongbwalu und besonders Bunia und Watsa sind zu Mittelzentren der Region geworden, die zugleich Schwerpunkte des Handels und Verkehrs bilden.
Die heutigen wirtschaftlichen Strukturen des Goldbergbaus in der Demokratischen Republik Kongo sind stark differenziert. Es gibt artisanalen Bergbau, kleinindustriellen und großindustriellen Bergbau zur Gewinnung dieses Edelmetalls. Handwerkliche Schürfer gewinnen Gold in den ostkongolesischen Provinzen Ituri, Maniema, Nord-Kivu, Sud-Kivu und Tanganjika. Das Gesamtausbringen dieses Sektors mit 1607 Bergwerken wird auf etwa 13.500 Kilogramm pro Jahr geschätzt. Dessen Export verläuft überwiegend undeklariert. In den östlichen Goldbergbaugebieten sind auch internationale Konzerne tätig. Dazu zählten 2019 die Anglogold Ashanti Ltd. (Südafrika), Randgold Resources Ltd. (UK), Barrick Gold Corp. (Canada) und Banro Corp. (Canada).

#### Germanium
Zeitweilig war der weltweite Germaniumbedarf sehr hoch, weil die frühe Transistorentwicklung auf Basis dieses Halbleitermetalls beruhte. Die erst als Tagebau und später untertägig betriebene Mine Prince Leopold (Kipushi-Mine) in Kipushi lieferte seit 1954 aus ihrem Kupfer-Zink-Erzausbringen (Bornit, Chalkopyrit, Zinkblende) in der Schmelzanlage von Lubumbashi als Nebenprodukt aus verhüttungsbedingten Flugstäuben ein Rohkonzentrat, das von den Hoboken-Werken (heute Umicore in Hoboken) in Belgien zum reinen Germanium weiterverarbeitet wurde. Dieses Bergwerk war zeitweilig der weltweit größte Lieferant von Germanium und produzierte beispielsweise 1958 23.425 Kilogramm Germaniumdioxid.
Im Jahr 2019 nahm die Société pour le Traitement du Terril de Lubumbashi (STL) die Aufbereitungsanlage Big Hill für Abraumhalden in Lubumbashi in Betrieb und erzeugte dadurch beträchtliche Mengen an Cobalt und Cobalt-Kupfer-Legierungen. STL produzierte im selben Jahr auch etwa 3000 kg Germanium. Das Unternehmen ist eine hundertprozentige Tochter der La Générale des Carrières Lubumbashi et des Mines SA (Gécamines).

#### Kupfer
Bereits vor der Ankunft europäischer Kolonisten gab es eine indigene handwerkliche Nutzung der Kupfervorkommen, die kleinmaßstäblich verlief und dessen Produkte in Form von Kupferreifen, Drähten und Kreuzen als Zeugnisse des präkolonialen Bergbaus vielzahlig erhalten blieben. Expeditionen europäischer Fachleute zwischen 1899 und 1902 erbrachten neue Vorstellungen über die enorme Ausdehnung der Kupfererzvorkommen. Belgische und britische Kolonialinteressen bewirkten 1894 eine territoriale Aufteilung des Höffigkeitsgebietes.
Die Lagerstätten sind Teil des grenzüberschreitenden Copperbelt, einer Montanindustrieregion mit einer hohen Bevölkerungsdichte, guter Verkehrserschließung, für das Land vergleichsweise guten Einkommensverhältnissen und einer problematischen Umweltsituation. Die kongolesische Teilregion wurde in Anspielung auf das Bergbaugebiet am Witwatersrand mitunter Katanga “Copper Rand” genannt.
In der südöstlichen Region der Demokratischen Republik Kongo werden seit den frühen Jahren des 20. Jahrhunderts durch europäische Unternehmen die polymetallischen Erzvorkommen intensiv ausgebeutet, deren primäres Ausbringen in Kupfer besteht. Die erste Bergwerk war der im Jahre 1908 begonnene Tagebau Etoile („Stern des Kongo“) nordöstlich von Lubumbashi im östlichen Abbaugebiet des kongolesischen Copperbelt. Hier entstand 1911 der erste Hüttenkomplex für die Produktion von Rohkupfer. Zur Ausbeutung des Kupferreichtums kam es 1908 zur Gründung der Union Minière du Haut Katanga (UMHK), die bis 1967 ein weitgefächertes und territorial großes Geschäftsfeld mit umfassenden Bergbaukonzessionen beherrschte. Im Kupferbergbau verfügte das Unternehmen über 20.000 Quadratkilometer und im Zinnerzbergbau von Katanga über 14.000 Quadratkilometer Konzessionsareale sowie Nutzungsrechte für Kalk- und Kohlelagerstätten. Im westlichen Bereich des Copperbelt kam es zunächst zur Konzentration des Bergbaus um die Stadt Kolwezi, wo im Jahre 1937 stärkere Abbauaktivitäten in Gang kamen und 1941 eine große Anreicherungsanlage in Betrieb ging. Der Zweite Weltkrieg beschleunigte durch seinen Rohstoffbedarf die Ausdehnung des Bergbaus in starkem Maße.
In Hinblick auf ihre stratigraphische Position gibt es zwei Lagerstättentypen, geschichtete und aderförmige Ausprägungen. In den schichtförmigen Vorkommen sind primär Kupfer- und Cobaltminerale miteinander vergesellschaftet. In den aderförmigen Vorkommen treten Kupfererze zusammen mit Blei-, Silber- und Zinkmineralen auf. Der charakteristische Schichtenkomplex mit den gesuchten Mineralen ist von der Bergbauindustrie als Série des Mines (deutsch wörtlich: „Serie der Bergwerke“; sinngemäß etwa: „höffige Erzzone“) bezeichnet worden. In Hinsicht auf die mineralische Zusammensetzung der Erzvorkommen bestehen drei Zonen: die erste eine Oxidzone mit einer Mächtigkeit zwischen 20 und 300 Metern, die zweite eine sekundär angereicherte Sulfidzone und die dritte mit einer primären Sulfidmineralisation. Die Oxidzone enthält vor allem Carbonat-, Oxid- und Silikatminerale des Kupfers, wie Malachit, Azurit und Chrysokoll. Hier treten auch die wesentlichen Cobaltminerale auf, Linneit und Carrollit. In der zweiten Zone sind Bornit und Chalkosin die Hauptträger der Vererzung, nachrangig kommt Covellin vor. In der tiefsten, dritten Zone ist die Vererzung hauptsächlich an Chalkopyrit gebunden.
Im Jahr 2019 belief sich der Anteil der kongolesischen Produktion von Raffinatkupfer vor dem Export auf 83 %. Weitere 5 % wurden vor dem Export lediglich verhüttet. Das im Prozess anfallende Cobalt wurde gleich nach der Herstellung von Zwischenprodukten, wie Cobaltkarbonat und Cobalthydroxid, exportiert. Energieengpässe scheinen für eine fehlende inländische Cobaltraffination die vorrangige Ursache zu sein.
Wichtige Unternehmen im Kupfer-Cobalt-Bergbau des kongolesischen Copperbelt waren um 2019:
- Gécamines (DRK)
- Glencore (Schweiz)
- Eurasian Resources Group (Luxemburg, Kasachstan)[51]
- Tenke Fungurume (China Molybdenum Company Ltd., 80 %; Gécamines, 20 %)[52]
- Sicomines (China Railway Group Ltd. + Sinohydro Corp., 68 %; Gécamines + Société immobilière du Congo, 32 %)[53]
- MMG Ltd. (China)[54]
- Ruashi Mining SPRL (Jinchuan group,[55] 75 %, China)
- Compagnie Minière de Musonoie, COMMUS (Tochter von Zijin Mining, China)[56]
- China Nonferrous Metals Corp. (China)[57]
- Congo Dongfang International Mining SPRL (China)
- Shituru Mining Corp. SPRL (Tochter von Pengxin International Mining Co., China)[58]
- Chemaf Resources SPRL (Tochter von Shalina Resources Ltd., Vereinigte Arabische Emirate)[59]
- Rubamin SPRL (Tochter der Rubamin Ltd., Indien)[60]
- Comika Mining (Wanbao Mining, NORINCO)[61][62]

Unternehmen aus Australien und Kanada haben Explorationen und Machbarkeitsstudien in Auftrag gegeben, um weitere Lagerstätten zu erschließen. Minière de Kalumbwe Myunga (MKM), Minière du Katanga SPRL (Tochter von Somika, Indien) und weitere kleinere Unternehmen betreiben Raffinationsanlagen im Copperbelt.

#### Mangan
Manganerzlagerstätten gibt es im Süden des Landes in der Region zwischen Kisenge und Kolwezi. Der Bergbau auf diese Erze begann 1939 in der Umgebung von Kasekelesa. Diese Lagerstätte enthält Pyrolusit in besonders reiner Form, d. h. einem hohen Mangangehalt (51 bis 53 %) mit einem geringen Eisengehalt. In einigen Bereichen treten geringe Gehalte von Blei und Vanadium auf. Die Vererzung bilden aderförmige Erzkörper.

Weitere Manganerzvorkommen wurden seit 1950 bei Kisenge entdeckt. Der Abbau begann durch die Société Bécéka-Manganese, die eine dafür gegründete Tochter der Société Minière du Bécéka war. Die Vererzung liegt hier in linsenartigen manganreichen Strukturen, die in granathaltigen Schiefern eingeschlossen und diese von graphithaltigen und Glimmerschiefern umgeben sind. Haupterze sind Pyrolusit und Psilomelan, die in Tagebauanlagen gewonnen werden.

#### Monazit (Th, Ce, La, Pr, Nd) und Xenotim (Y, Yb)
In der Region Kivu existieren alluviale Lagerstätten von Monazit. Das Mineral fällt auch bei der Gewinnung von Zinn- und Wolframerz an. In Nord-Kivu sind Monazitlagerstätten mit hohem Anteil an Metallen der Seltenen Erden durch Bergbauaktivitäten bekannt. Neben Thorium sind hier signifikanten Gehalte an Cer, Lanthan, Praseodym und Neodym vorrätig. In der westlichen Kivuregion gibt es Vorkommen des Minerals Xenotim, worin Yttrium und Ytterbium enthalten sind. Im Süden der Provinz Kasaï, im Charnockit-Massiv von Luputa, wurden Monazitgehalte von 1 bis 10 kg/m³ entdeckt. Die Lagerstätte der Shinkolobwe-Mine enthält Monazit, das hier einen niedrigen Thoriumgehalt hat. Im Südosten der ehemaligen Provinz Orientale wurde in Pegmatiten das Mineral Euxenit festgestellt.

#### Niob (Columbium)
In einer Karbonatitlagerstätte zwischen dem Kiwusee und Eduardsee wurden wirtschaftlich interessante Niobgehalte entdeckt, die an das Mineral Pyrochlor gebunden sind. Die Niobgewinnung ist eng mit dem Bergbau auf Tantalerz verbunden. Siehe daher die Ausführungen im Abschnitt Tantal.

#### Silber
Das Ausbringen von Silber erfolgte als Nebenprodukt bei der Flotation von kupferreichen Konzentraten, die in der Hütte von Lubumbashi weiterbearbeitet werden. Die Trennung des Silbers von anderen begleitenden Metallen erfolgte in den 1960er Jahren über elektrolytische Raffinationsverfahren in Belgien, in Olen und von geringen Goldgehalten in einer Fabrik in Hoboken.

#### Tantal
Tantal wird im Zusammenhang mit den Niobrohstoffen gewonnen. Deshalb werden Zahlenangaben in englischsprachigen Quellen auch als Columbite-Tantalite production angegeben. Diese typische Vererzung ist auch als Coltan, ein Kofferwort, bekannt. Im Jahr 2018 lag dieses Jahresaufkommen bei 2267 Tonnen und im Jahr 2019 lediglich bei 1.256 Tonnen. In der Provinz Nord-Kivu kam es 2018 zu 881 Tonnen, in der Provinz Haut-Lomani zu 623 Tonnen, in der Provinz Sud-Kivu zu 269 Tonnen, in der Provinz Haut-Katanga zu 260 Tonnen und in der Provinz Tanganyika zu 210 Tonnen Jahresertrag. Im Ostteil des Landes waren nach einer Studie 194 Bergwerke aktiv. In 86 Minen der Provinz in Nord-Kivu und in 59 Minen von Tanganyika wurde „Coltan“ als Nebenprodukt auch im Bergbau auf Zinnerz, Gold und Wolframit gewonnen. Der Bergbau auf Niob und Tantal beschäftigt mehrere Tausend Bergleute.

#### Wolfram
Die Schwerpunkte der Gewinnung von Wolframerz (Wolframit) befinden sich in den Provinzen Maniema und Sud-Kivu. Es wurden 380 t in 2018 und 406 t in 2019 gefördert.

#### Zink
Zinkerze lieferte als Hauptprodukt die Mine Prince Leopold (Kipushi-Mine) in Kipushi. Der Verhüttungsprozess begann mit einem Flotationsverfahren am Bergwerksstandort und setzte sich mit dem Röstverfahren bei Sogechim (Société Générale Industrielle et Chimique du Haut Katanga) und der elektrolytischen Zinkraffination bei Métalkat fort.
Der Ertrag des nationalen Zinkbergbaus lag 2018 bei 1129 Tonnen und stieg im Jahr 2019 auf 6452 Tonnen an. Dieser enorme Anstieg stand vermutlich mit der Wiedereröffnung der STL-Abraumbehandlungsanlage Big Hill in Lubumbashi im Zusammenhang.

#### Zinn
Die wirtschaftlich bedeutendsten Zinnerzlagerstätten in der Demokratischen Republik Kongo liegen im Osten des Landes, in der Maniema-Kiwu-Region. Sie wurden 1926 entdeckt. Es gibt hier primäre und sekundäre Vorkommen. Die primären Vorkommen von zinnhaltigen Mineralen sind in Graniten und im intrusiven Kontakt (Apophysen) mit dem Nebengestein enthalten. Die größten Erzkonzentrationen sind in den kleinen Apophysen vorhanden. Im Kontakt mit Quarzadern finden sich hohe Konzentrationen von Kassiterit, dem wichtigsten Zinnerz, das partiell von Wolframit begleitet wird.
Als sekundäre Lagerstätten sind eluviale Vorkommen des Zinnerzes in unmittelbarer Nähe zu den granitoiden Gesteinskörpern der primären Lagerstätte auf vorhanden. Jedoch finden sich auch im Schwemmland, das ein bis zwei Kilometer von verwitterten erzführenden Gesteinskörpern entfernt liegt, signifikante Mineralgehalte in den alluvialen Ablagerungen.
In der Katanga-Region kam es bereits 1903 zur Entdeckung von Zinnerz. Zeitgleich mit der Konzession für den Abbau von Kupfererz erhielt die Union Minière 1908 eine Bergbaukonzession auf Zinn. Das Gebiet erstreckte sich auf 14.000 Quadratkilometern am Oberlauf des Lualaba und alle darin existierenden Vorkommen waren bereits vor 1914 bekannt.
Im Jahr 2018 belief sich im gesamten Land der Ertrag von Kassiterit auf 16.273 Tonnen, in 2019 stieg er auf 19.984 Tonnen an. Handwerkliche und keine Bergbaubetriebe förderten dieses Erz in den Provinzen Haut-Katanga, Haut-Lomami, Maniema, Nord-Kivu, Sud-Kivu und Tanganyika. An erster Stelle stand im Jahre 2018 die Provinz Haut-Lomani. Um 2019 bestanden im Ostteil des Landes 613 Bergwerke, die sich vorrangig mit dem Abbau von Kassiterit befassten. Das Zinnerz wurde auch als Nebenprodukt in 64 Bergwerken gefördert, bei denen das Hauptziel in der Gewinnung von Niob-Tantal-Erzen, Gold und Wolframit besteht. Mehrere Tausend Bergleute sind im Zinnerzbergbau tätig. Das Unternehmen Alphamin Resources Corp. von Mauritius begann in Nord-Kivu ein Untertagebergwerk, dessen Aktivität für 12 Jahre geplant ist.

### Industrieminerale

#### Salze
Salze werden an verschiedenen Stellen des Landes gewonnen, vorzugsweise an Thermalquellen und Salzseen. Die hiesige Gewinnung und der Handel mit Salzprodukten war bereits im präkolonialen Zentralafrika vorhanden. Salz gewann man in der Ebene von Kazembe (grenznaher Ort in Sambia) und aus der Umgebung von Kando nordöstlich von Lubumbashi. Salzhaltige Quellen bei Mwashya bildeten einst einen Schwerpunkt für das Gewerbe der Salzgewinnung, der jedoch um 1929/1930 durch billigere Importe aus Angola seine Bedeutung verlor.

#### Kalkstein
Der inländische Bedarf nach Baustoffen erfordert eine Zementproduktion an mehreren Standorten. Kalksteinvorkommen als Grundlage der Zementherstellung gibt es in der Region Katanga bei Kakontwe.
Im Oktober 2016 eröffneten die aus Pakistan stammende Lucky Cement Ltd. und die Groupe Rawji ein Zementwerk in Songololo (Provinz Bas-Congo). Die PPC Ltd. aus Südafrika und die Barnet Group errichteten bis 2017 eine neue Anlage unweit von Kimpese.

## Energieversorgung des Bergbaus
Bergbau und das angeschlossene Hüttenwesen benötigen elektrische Energie. Dieser Bedarf ist besonders in den industriell entwickelten Zentren dieses Wirtschaftszweiges sehr hoch. Ein eminenter Energiebedarf hat zur Errichtung von Wasserkraftwerksanlagen in der Nähe der Bergbau- und Hüttenstandorte im kongolesischen Copperbelt (Region Katanga bzw. Obershaba) an den Flüssen Lualaba, Lufira und Kiyimbi geführt. Einige Anlagen wurden bereits von der Union Minière gebaut.
- Seke (ehemals Le Marinel), am Lualaba
- Nzilo (ehemals Delcommune), am Lualaba
- Koni (ehemals Bia), am Lufira
- Mwadingusha (ehemals Franqui), am Lufira
- Bendera, am Kiyimbi

Im Nordosten und Osten des Landes gibt es die Wasserkraftwerke Tshopo (am Tshopo), Budana (am Shari) bei Buna für den Goldbergbau, Muru (am Ruzizi) sowie Piana-Mwanga am Luvua, ferner Kalima 1 und 2, beide für den Zinnbergbau.

## Umwelt und Mensch
Etwa 80 % der Cobaltproduktion der Demokratischen Republik Kongo befindet sich im Eigentum chinesischer Unternehmen. Das Metall wird in China raffiniert und danach überwiegend inländisch weiterverwendet sowie auf den Weltmarkt gebracht. Dieser Bergbau ist mit besorgniserregenden Menschenrechtsverletzungen verbunden, wozu unsichere Arbeitsplätze und Kinder- sowie Zwangsarbeit zählen. Begleitet werden diese Verhältnisse mit vielseitigen Umweltschäden. Das US-Arbeitsministerium schätzt, dass mindestens 25.000 Kinder in den kongolesischen Cobalt-Bergwerken beschäftigt sind.
Der Abbau sulfidischer Erze erzeugt während des Betriebes und fortgesetzt nach dessen Stilllegung eine anhaltende Umweltbelastung mit schwerwiegenden Folgen für Umwelt und Mensch. Das international als Acid mine drainage (AMD) bekannte Phänomen von sauren Grubenwässern ist in diesen mineralischen Paragenesen unvermeidlich, weil die in den Gruben aufgeschlossenen Sulfidminerale, besonders Pyrit (FeS2) und Markasit (FeS2), sich beim Kontakt mit Luft und Wasser zersetzen. Dabei entsteht Schwefelsäure, die im unterirdisch erschlossenen Erzkörper vorkommende Schwermetallgehalte durch eintretende Lösungsvorgänge mobilisiert. Bei stillgelegten Bergwerken füllen sich die Hohlräume mit Grubenwasser, das zeitversetzt an der Oberfläche in die Gewässer oder auf anderen Wegen in das Grundwasser gelangt. Diese Grubenwässer transportieren auf diese Weise ihren Säureanteil und die gelösten Schwermetalle in die Umwelt. Ohne Schutzmaßnahmen können die Gefahrstoffe eine geographisch große Verbreitung erreichen.
Die mit diesem Bergbau verbundenen problematischen Auswirkungen auf die Arbeits- und Lebensbedingungen sowie die Umweltfolgen wurden von Amnesty International (AI) aufgegriffen und in einem Bericht im Jahr 2023 mit exemplarischen Beispielen diskutiert. Verbaler Druck von Unternehmen und Zwangsräumungen betroffener Siedlungen durch das kongolesische Militär sind folgenschwere Eingriffe in betroffene Gebiete und Bevölkerungsgruppen bei der Erweiterung von Tagebauarealen. Berichtet wurde zudem über Brandstiftung, Misshandlungen und sexualisierte Gewalt. Neben chinesischen Unternehmen sind auch weitere aus anderen Ländern unter diesen Verhältnissen am Bergbau beteiligt, so beispielsweise Chemicals of Africa SA (Chemaf), ein Tochterunternehmen der in Dubai ansässigen Chemaf Resources Ltd. Agnès Callamard, die Generalsekretärin von AI, kritisiert, dass die Dekarbonisierung der Weltwirtschaft nicht zu weiteren Menschenrechtsverletzungen führen darf. Satellitenbilder belegen, dass Mukumbi bei Kolwezi, eine aus ursprünglich etwa 400 Gebäuden bestehende Siedlung, mit einer Schule, einem Gesundheitsdienst sowie einer Kirche, am 7. November 2016 vollständig zerstört wurde. Gegen das Bergbauunternehmen Chemaf erhoben sich in 2019 Proteste, begleitet von Forderungen nach Entschädigungen.

„Die Demokratische Republik Kongo kann eine zentrale Rolle bei der Abkehr der Welt von fossilen Brennstoffen spielen, aber die Rechte der Gemeinden dürfen nicht mit Füßen getreten werden, wenn es darum geht, wichtige Minerale abzubauen, die für die Dekarbonisierung der Weltwirtschaft entscheidend sind.“